# Taka (atol)
Taka lub Toke (marsz. Tōkā) – niezamieszkany atol położony na Wyspach Marshalla. Należy do archipelagu Ratak Chain na Oceanie Spokojnym.
Atol został odkryty przez Álvara de Saavedra Ceróna w 1527. Obecnie jest niezamieszkany, ale jest odwiedzany przez mieszkańców sąsiedniego Utirik, w celach połowu ryb, pozyskiwania jaj ptaków i zbiorów kopry.

## Geografia i przyroda
Taka leży 6 km na zachód od atolu Utirik i 65 km na północny zachód od Ailuk. Składa się 5 wysp (według innego źródła wysp jest 6): Taka (największa wyspa, w 1/3 pokryta drzewami kokosowymi, w 2/3 scrubem), Eluk, Lojrong, Waatwerik (dominuje scrub) i Bwoken (brak roślin) o łącznej powierzchni 0,57 km². Tworzy on kształt nieregularnego trójkąta. Łączna powierzchnia laguny wynosi 93,14 km². W przeszłości atol określano nazwami: Dake, Suvarov, Suwarrow, Suworoff, Takai i Tegi.
W 1967 r. stwierdzono występowanie na Taka 19 gatunków ptaków, w tym 9 lęgowych i 3 potencjalnie lęgowych (jedyne na Wyspach Marshalla obserwacje gatunków: Erolia melanotus, Actitis macularia i ptaków z rodziny wydrzyków). Na atolu spotkać można następujące gatunki roślin: Eragrostis amabilis, Ipomoea violacea i Portulaca oleracea.